# Hangala, Bangarapet
Hangala là một làng thuộc tehsil Bangarapet, huyện Kolar, bang Karnataka, Ấn Độ.